# Bournois

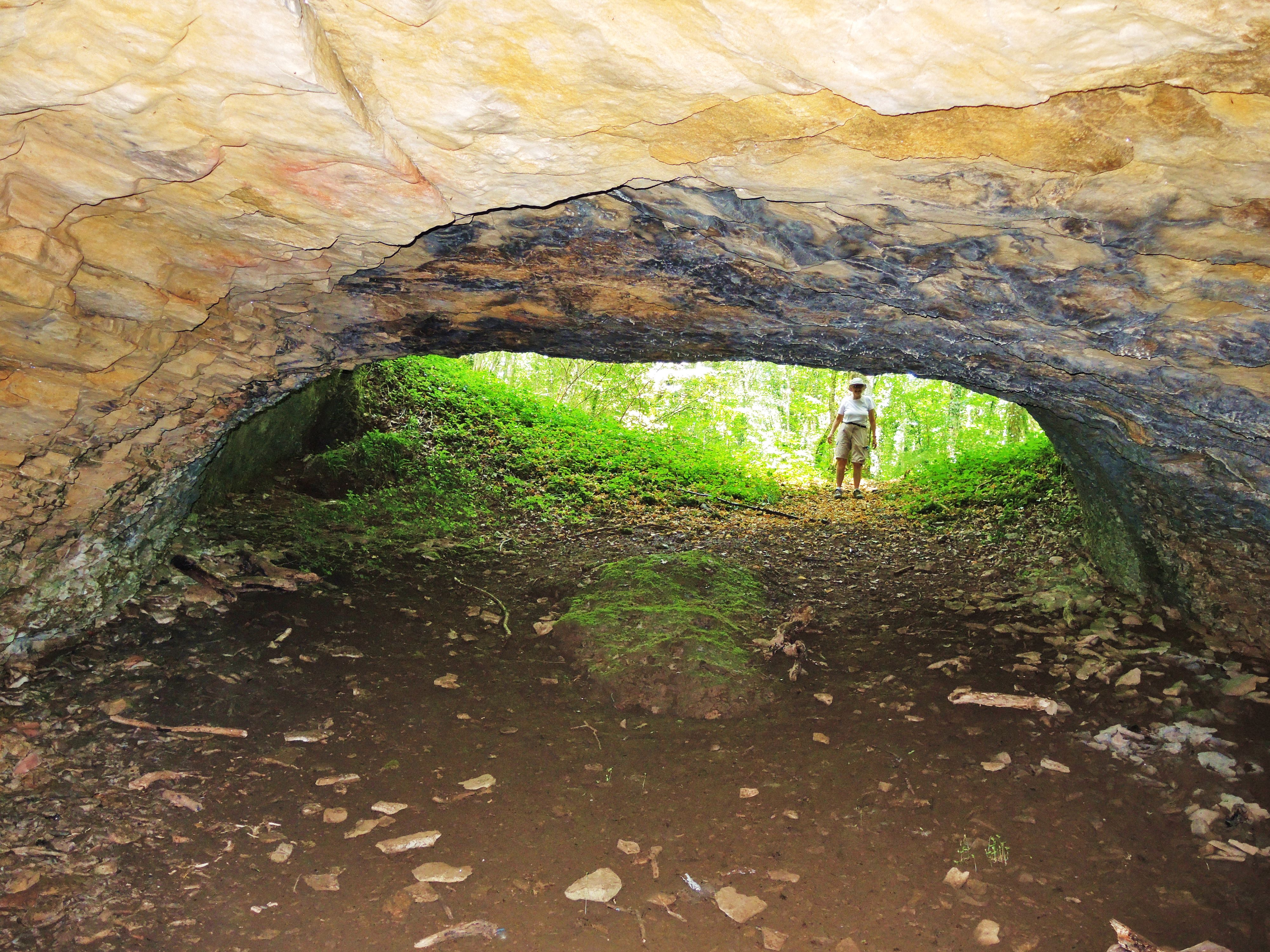
Porche de la grotte de la Baume, vue de l'intérieur.

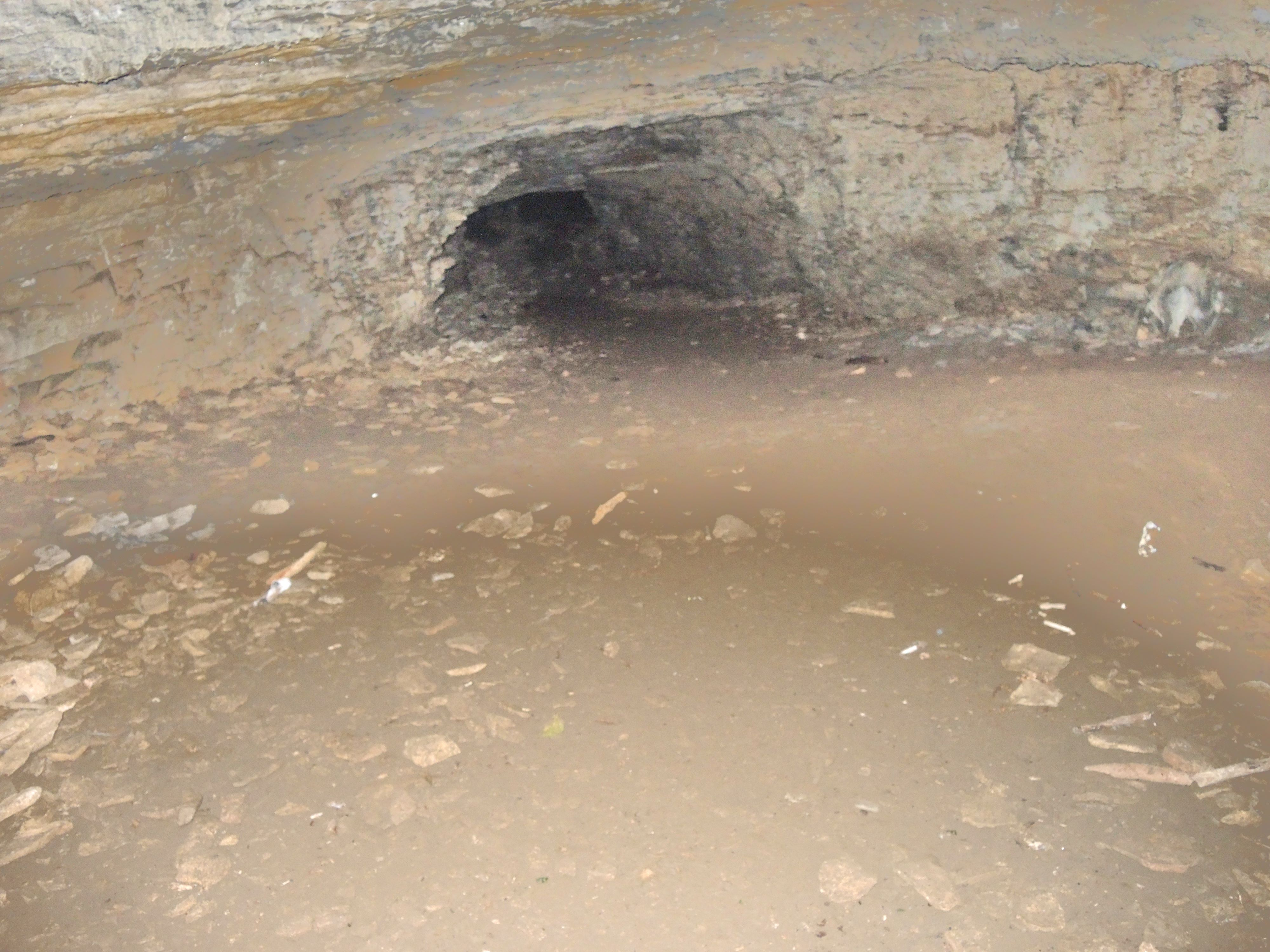
Fond de la grotte de la Baume.

Bournois est une commune française située dans le département du Doubs, en région Bourgogne-Franche-Comté.
Ses habitants sont appelés les Bourniquais.

## Géographie

### Hydrographie
Le Ruisseau de Suchot est le principal cours d'eau de Bournois.

### Climat
Pour des articles plus généraux, voir Climat de la Bourgogne-Franche-Comté et Climat du Doubs.
En 2010, le climat de la commune est de type climat de montagne, selon une étude du Centre national de la recherche scientifique s'appuyant sur une série de données couvrant la période 1971-2000. En 2020, Météo-France publie une typologie des climats de la France métropolitaine dans laquelle la commune est exposée à un climat semi-continental et est dans une zone de transition entre les régions climatiques « Lorraine, plateau de Langres, Morvan » et « Jura ». 
Pour la période 1971-2000, la température annuelle moyenne est de 9,5 °C, avec une amplitude thermique annuelle de 17,1 °C. Le cumul annuel moyen de précipitations est de 1 297 mm, avec 13,6 jours de précipitations en janvier et 10,9 jours en juillet. Pour la période 1991-2020, la température moyenne annuelle observée sur la station météorologique de Météo-France la plus proche, « Villersexel Sa », sur la commune de Villersexel à 8 km à vol d'oiseau, est de 10,8 °C et le cumul annuel moyen de précipitations est de 1 037,9 mm. 
La température maximale relevée sur cette station est de 38,4 °C, atteinte le 8 août 2003 ; la température minimale est de −19,4 °C, atteinte le 20 décembre 2009,,. 
Les paramètres climatiques de la commune ont été estimés pour le milieu du siècle (2041-2070) selon différents scénarios d'émission de gaz à effet de serre à partir des nouvelles projections climatiques de référence DRIAS-2020. Ils sont consultables sur un site dédié publié par Météo-France en novembre 2022.

## Urbanisme

### Typologie
Au 1er janvier 2024, Bournois est catégorisée commune rurale à habitat dispersé, selon la nouvelle grille communale de densité à 7 niveaux définie par l'Insee en 2022.
Elle est située hors unité urbaine. Par ailleurs la commune fait partie de l'aire d'attraction de Montbéliard, dont elle est une commune de la couronne,. Cette aire, qui regroupe 137 communes, est catégorisée dans les aires de 50 000 à moins de 200 000 habitants,.

### Occupation des sols
L'occupation des sols de la commune, telle qu'elle ressort de la base de données européenne d’occupation biophysique des sols Corine Land Cover (CLC), est marquée par l'importance des territoires agricoles (57,2 % en 2018), en augmentation par rapport à 1990 (40,4 %). La répartition détaillée en 2018 est la suivante : 
forêts (40,2 %), prairies (26,9 %), zones agricoles hétérogènes (21,6 %), terres arables (8,7 %), zones urbanisées (2,5 %). L'évolution de l’occupation des sols de la commune et de ses infrastructures peut être observée sur les différentes représentations cartographiques du territoire : la carte de Cassini (XVIIIe siècle), la carte d'état-major (1820-1866) et les cartes ou photos aériennes de l'IGN pour la période actuelle (1950 à aujourd'hui).

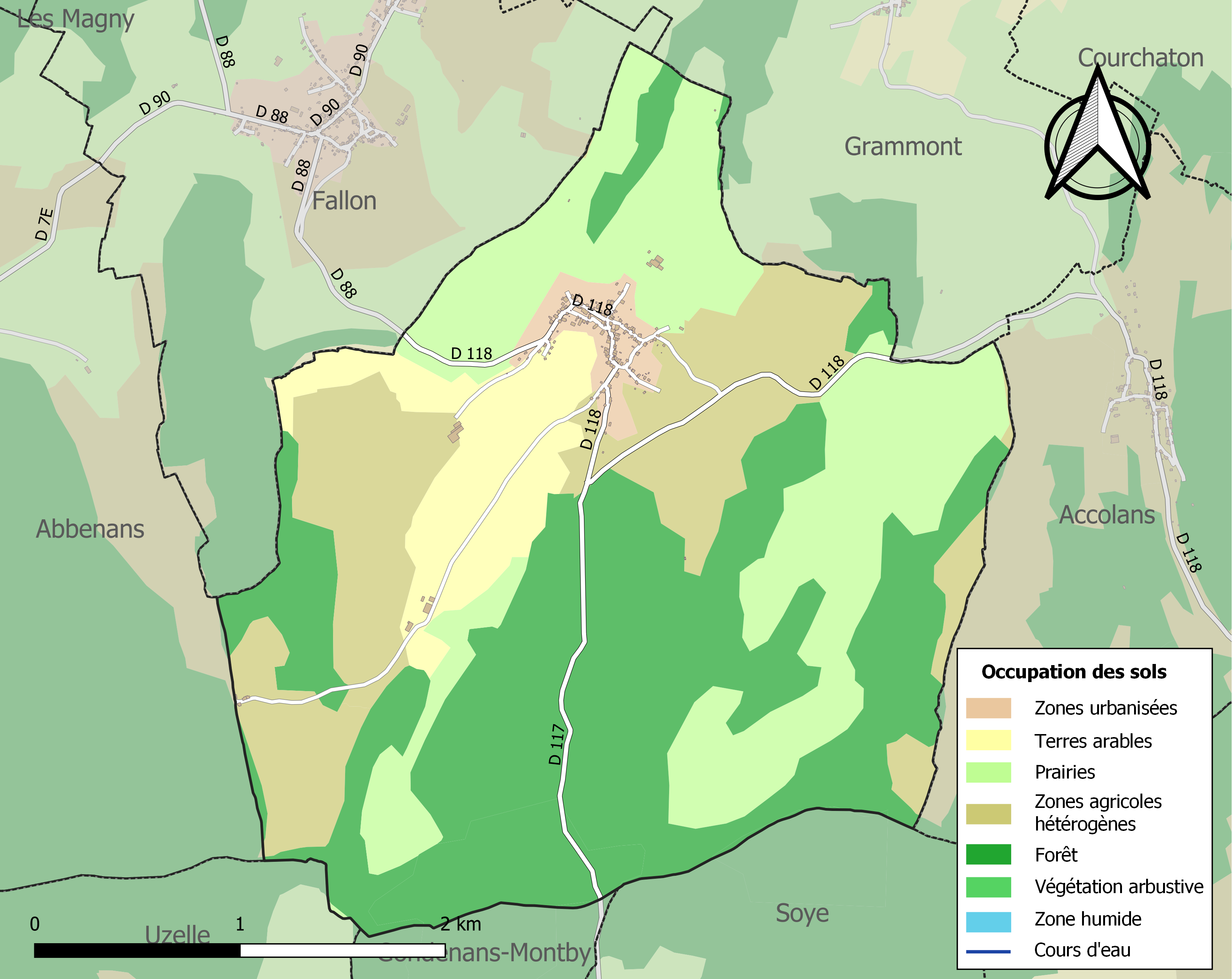
Carte des infrastructures et de l'occupation des sols de la commune en 2018 (CLC).

## Toponymie
Ecclesia de Burneys, Borney en 1143 ; Bornoi en 1205 ; Burneys au XIIe siècle ;  Bournois en 1405 ; Bournoys en 1666.
Bournois est aujourd'hui du département du Doubs et du canton de L'Isle-sur-le-Doubs, à 50 kilomètres nord-est de Besançon, à égale distance de L'Isle-sur-le-Doubs et de Villersexel, soit à 11 kilomètres de ces deux petites villes. Situé à la fois sur un plateau et dans un creux à 500 mètres d'altitude, il est entouré de bois à l'est, au sud et à l'ouest ; limité au nord par une montagne dont les versants et les plateaux qui lui font suite s'étendent presque à pic du côté des villages voisins sur une longueur de 6 kilomètres environ.
La variété du sol qui permet tous les genres de cultures, ce qui fait dire que « Bournois peut se passer de ses voisins » a aussi contribué à son isolement.

## Histoire
Bournois était autrefois du bailliage de Vesoul et de la  prévôté de Montjustin. Il est mentionné pour la première fois sous les noms de Buniey, Bunieys, Bonieis, Borncus, Bouniaiis, Bourneus, Bournois dans les chartes de l'abbaye des Trois-Rois, qui en parlent presque dès la fondation de ce monastère, en 1133.
L'église était sous l'invocation de saint Nicolas, dont la  fête est fixée au 6 décembre. L'abbé Baverel, dans sa notice des villages de Franche-Comté, dit qu'elle était anciennement sous la dépendance du prieur de Vaucluse, et ensuite de l'Université et de l'archevêque de Besançon. En 1187, le pape Grégoire VIII confirma à l'abbaye de Lieu-Croissant tout ce qu'elle possédait à Bournois.
L'église avait tous les caractères d'église paroissiale ; elle possédait une chapellenie ou prestimonie en l'honneur de saint Nicolas et de saint Claude, fondée en 1530, au  maître-autel, par Nicolas Monniot, chanoine de Sainte-Madeleine de Besançon, qui était originaire de Bournois.
Dans un acte de visite, il est dit que cette chapellenie était pauvre, pingui censu dotata. Nicolas Monniot nomma lui-même le premier chapelain, et la fondation fut approuvée  par l'Ordinaire le 4 septembre 1532. Le droit de présentation, conservé d'abord dans la famille Monniot, appartenait, au XVIIe siècle, à Guillaume de Montby, seigneur de Bournois en 1652 ; puis il passa à la famille des Raincourt, seigneurs de Fallon. En 1770, c'est Gabriel-Gaspard de Raincourt, chanoine doyen de Baume-les-Messieurs, qui est institué chapelain de Bournois, à la présentation de Jean-Baptiste de Raincourt, seigneur de Fallon. Il eut pour successeur Louis-Gabriel de Raincourt, trésorier de l'église de Saint-Pierre de Macon, nommé le 23 janvier 1781, qui a été le dernier chapelain avant la Révolution.
De chaque côté de Bournois, à l'est et à l'ouest, suivant les vallées du Doubs et de l'Ognon, passent deux routes très anciennes par lesquelles se font le commerce, et qui laissent le village isolé comme dans une île sur le plateau. Selon l'ancienne coutume, tous les chemins étaient en ligne droite, mal tenus et à peu près impraticables, de sorte qu'à l'époque, il était extrêmement difficile d'y arriver.
C'est grâce à ces accidents de terrain qu'en 1815, il a pu échapper assez longtemps aux allées et venues de l'ennemi, et qu'en 1870-71, il n'avait pas encore vu les Allemands tandis que les villages voisins étaient dévastés depuis longtemps. Bournois n'a été occupé que pendant trois jours, lors de la retraite du général Bourbaki.

## Politique et administration
| Période   | Période                     | Identité                                     | Étiquette                  | Qualité     |
| --------- | --------------------------- | -------------------------------------------- | -------------------------- | ----------- |
| 1995      |                             | André Ballanche                              |                            |             |
| mars 2001 | décédé le 16/11/2007        | Roger Roussey                                | DVD                        |             |
| mars 2008 | En cours (au 1er juin 2020) | Raymond Boby, Réélu pour le mandat 2020-2026 | zemour partie reconquête . | Agriculteur |

## Démographie
L'évolution du nombre d'habitants est connue à travers les recensements de la population effectués dans la commune depuis 1793. Pour les communes de moins de 10 000 habitants, une enquête de recensement portant sur toute la population est réalisée tous les cinq ans, les populations de référence des années intermédiaires étant quant à elles estimées par interpolation ou extrapolation. Pour la commune, le premier recensement exhaustif entrant dans le cadre du nouveau dispositif a été réalisé en 2006.

En 2022, la commune comptait 189 habitants, en évolution de −1,05 % par rapport à 2016 (Doubs : +1,88 %, France hors Mayotte : +2,11 %).
| 1793 | 1800 | 1806 | 1821 | 1831 | 1836 | 1841 | 1846 | 1851 |
| ---- | ---- | ---- | ---- | ---- | ---- | ---- | ---- | ---- |
| 503  | 502  | 505  | 574  | 675  | 672  | 635  | 608  | 592  |

| 1856 | 1861 | 1866 | 1872 | 1876 | 1881 | 1886 | 1891 | 1896 |
| ---- | ---- | ---- | ---- | ---- | ---- | ---- | ---- | ---- |
| 532  | 562  | 511  | 488  | 479  | 448  | 455  | 405  | 368  |

| 1901 | 1906 | 1911 | 1921 | 1926 | 1931 | 1936 | 1946 | 1954 |
| ---- | ---- | ---- | ---- | ---- | ---- | ---- | ---- | ---- |
| 330  | 314  | 293  | 237  | 220  | 209  | 205  | 175  | 155  |

| 1962 | 1968 | 1975 | 1982 | 1990 | 1999 | 2006 | 2011 | 2016 |
| ---- | ---- | ---- | ---- | ---- | ---- | ---- | ---- | ---- |
| 162  | 177  | 177  | 208  | 212  | 209  | 177  | 188  | 191  |

| 2021 | 2022 | - | - | - | - | - | - | - |
| ---- | ---- | - | - | - | - | - | - | - |
| 190  | 189  | - | - | - | - | - | - | - |

## Lieux et monuments
La grotte de la Malatière est située entre Bournois (25) et Soye (25). Cette grotte a un développement de 5 232 m et sa galerie principale renferme un immense pilier stalagmitique. Plusieurs fois par an, des spéléologues s'aventurent au cœur de la grotte, mais seuls les plus avertis s'engagent dans le ruisseau souterrain. Cette cavité rejoint, quelques kilomètres plus loin, le gouffre de Pourpevelle situé à Soye (25).